# Francesco Calvanese
Francesco Calvanese (Salerno, 14 febbraio 1947 – Salerno, 16 aprile 2025) è stato un politico italiano.

## Biografia
Fu docente universitario di sociologia a Salerno. Politicamente impegnato con il Partito Comunista Italiano, nel 1985 diventò consigliere comunale a Salerno, restando in carica fino al 1990.
Dopo la Svolta della Bolognina, aderì a Rifondazione Comunista, partito con cui fu eletto alla Camera dei deputati nel 1994 coi Progressisti: per la XII legislatura fece parte della Commissione Lavoro pubblico e privato. A giugno 1995 abbandonò il PRC con la scissione del Movimento dei Comunisti Unitari, aderendo al Gruppo misto: da allora fece parte della Commissione Attività produttive, commercio e turismo.
Ricandidato alle elezioni politiche del 1996 per il centro-sinistra nel collegio uninominale di Salerno centro, fu sconfitto dall'esponente del centro-destra e concluse così la propria esperienza parlamentare.
Calvanese è morto nel 2025 dopo una lunga malattia.